# Teela
Teela è un personaggio immaginario creato nel 1981 da Mattel per la linea di giocattoli dei Masters of the universe (accorciato spesso in MOTU, in italiano "I dominatori dell'universo") lanciata nel 1982.

## Storia del personaggio
Il suo personaggio è uno dei primi ad essere introdotti sia nella serie di action figure (1982) che nel successivo cartone animato. Teela è presentata nelle prime campagne pubblicitarie dei giocattoli come la "Dea guerriera", ed è così che venne lanciato il suo primo action figure: capelli rossi, armatura bordeaux simile a un cobra e scettro sempre a forma di cobra. Questo perché inizialmente la Mattel pensava di creare un solo action figure femminile nella linea di giocattoli, fondendo sostanzialmente il personaggio della "donna guerriera" e quello della "maga" (successivamente diventata Sorceress) in un unico personaggio; il gruppo marketing della Mattel pensava, infatti, che non ci fosse abbastanza domanda per due action figure femminili in una linea di giocattoli pensata per dei bambini maschi. Nei primi prototipi e fumetti appariva coi capelli biondi, spesso a cavallo di un unicorno o di un cavallo dorato, soprannominato "Charger".

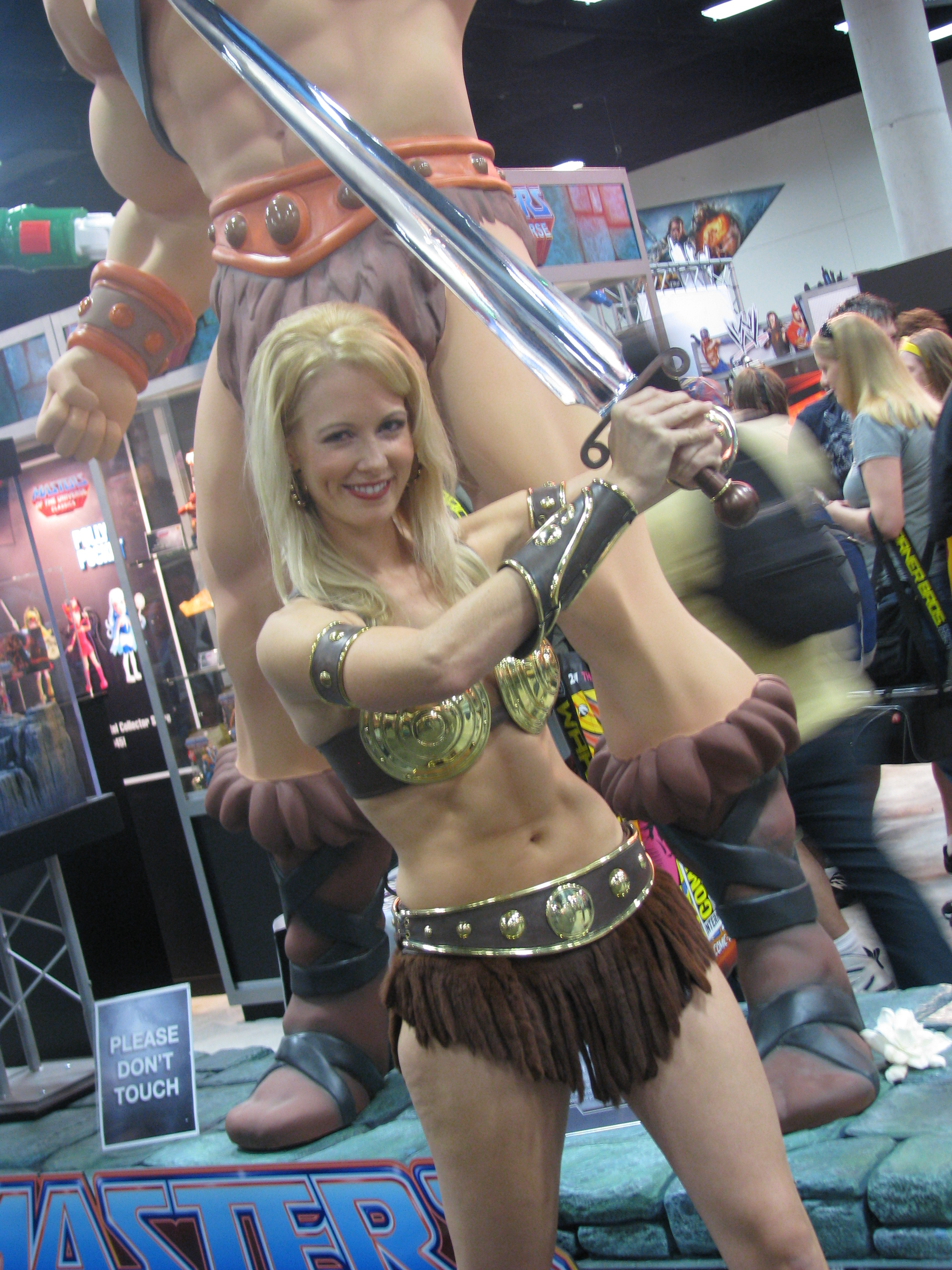
Una cosplayer interpreta Teela nella sua versione DC Comics anni '80

### Primo minicomic (1982)
Nel primo minicomic (mini-fumetti che accompagnavano gli action figure) con protagonista Teela, intitolato The Tale of Teela! (1982 ma pubblicato nel 1983) si cerca di spiegare meglio la connessione tra la Dea e la ragazza con un flashback: Skeletor usò la sua magia per prosciugare parte del potere della Dea per creare un suo clone, che intendeva allevare come una strega malvagia. Man-At-Arms arrivò giusto in tempo per salvare la Dea, ma la bambina/clone era già stata creata. Poiché la Dea non poteva prendersi cura della piccola, la affidò a Man-at-Arms che la adottò, chiamandola Teela, stesso nome della Dea. Tornati al presente, vi è uno scontro al Castello di Grayskull tra Skeletor e i Guerrieri eroici dove la Dea si fonde magicamente con il suo clone, Teela, per sconfiggere i nemici. In seguito la Dea si separa da Teela e le due diventano nuovamente due personaggi separati. Salutando la Dea, He-Man si chiede se Teela un giorno si fonderà permanentemente con lei o se rimarrà se stessa.

### Serie Filmation (1983-1987)
Nelle serie He-Man e i dominatori dell'universo (1983-1985) e She-Ra, la principessa del potere (1985-1987) prodotte dalla Filmation, Teela è il capitano della guardia reale al palazzo di Eternia. Parte del lavoro di Teela consiste anche nell'allenamento e nella protezione del suo migliore amico, il principe Adam, che lei non sa essere l'identità segreta di He-Man, l'uomo più potente dell'universo. Spesso e volentieri Teela si trova a collaborare proprio con He-Man nella lotta contro gli emissari di Skeletor. Teela è la figlia adottiva di Duncan/Man-At-Arms, che le ha impartito in tutto e per tutto un'educazione e un eccellente addestramento da guerriera "senza sconti" rispetto ai maschi, ed è all'oscuro di essere la figlia di Sorceress. Non viene mai rivelato chi sia il suo padre biologico. Quando incontra per la prima volta Adora (e She-Ra) è molto sorpresa, per certi versi gelosa, dovendo realizzare di non essere più l'unica donna guerriera del gruppo.

### Serie remake (2002-2004)
Nella serie remake He-Man and the Masters of the Universe del 2002, il personaggio di Teela è praticamente invariato rispetto alla sua controparte del 1983. Teela è sempre un'abile combattente, grande amica di Adam, che spesso rimprovera per la sua mancanza di coraggio, e con una leggera infatuazione nei confronti di He-Man.
Il character design del suo personaggio invece è piuttosto differente. La Teela del 2002 appare decisamente più giovane, infatti ha solo 16 anni come Adam, e dotata di un abbigliamento che per certi versi la rendono simile a Xena. Anche la sua acconciatura è stata cambiata in una più realistica coda di cavallo.
Rispetto alla serie originale, però, in un flashback viene mostrato il marito di Sorceress e quindi padre naturale di Teela, completamente bendato e quindi irriconoscibile. Con l'interruzione della serie, gli sceneggiatori non hanno rivelato se quel personaggio fosse in realtà Fisto, il fratello maggiore di Man-At-Arms. Tuttavia, è molto più probabile che fosse in realtà proprio Man-At-Arms, vista soprattutto la sua reazione quando Sorceress gli parla di lui alla fine dell'episodio 29.

### Masters of the Universe Classics(2008-2020)
Nella nuova linea di giocattoli partita nel 2008, Masters of the Universe Classics, ogni action figure era accompagnato da una confezione che riportava la sua storia; in questa versione, la storia di Teela combina elementi dei canoni precedenti con nuovo materiale, creando una nuova continuity: Teela è un clone di Sorceress (come nei primi minicomic), è raffigurata con i capelli sia rossi che biondi e viene rivelato che un giorno prenderà il posto di sua madre come la nuova Sorceress. Viene inoltre rivelato che, anni dopo, diverrà la moglie di re He-Man e i due avranno un figlio chiamato Dare, alter-ego di He-Ro (in una serie della Mattel mai realizzata prevista inizialmente per il 1987, He-Ro era un antenato di He-Man mentre in una successiva versione, prevista per il 1996, sempre rimasta inedita, era pensato invece come il figlio di He-Man).

### DC Comics (2012-2020)
Nella serie a fumetti della DC Comics pubblicata a partire dal 2012 basata sulla linea dei Masters of the Universe, Teela scopre le sue origini e diventa la nuova Sorceress, ma con la pelle verde e l'aspetto di una dea-serpente che si mette a capo degli Uomini Serpente alla Snake Mountain per sconfiggere Hordak. Questa versione del personaggio si rifà ai primi concept e a un'apparizione nei mini-fumetti che accompagnavano i primi action figure, in cui un personaggio del tutto simile a Teela, denominato "la Dea", era rappresentata come una donna-serpente dalla pelle verdastra che faceva scoprire a He-Man i suoi poteri. Nell'ultimo numero della serie The Eternity War, pubblicato nel 2016, Adam diventa il nuovo reggente di Eternia e Teela sua moglie. Nell'ultima vignetta, He-Man ha creato una nuova spada che passa a una figura non precisata che si sospetta essere loro figlio.

### Serie reboot (2021-2022)
Nella serie reboot in CGI He-Man and the Masters of the Universe del 2021, tutti i personaggi sono stati ringiovaniti e anche Teela è una ragazza adolescente che vive per le strade di Eternia finché incontra un gruppo di amici coetanei, tra cui il principe Adam, e insieme scoprono i poteri dei Dominatori dell'universo, potere che trasforma lei nella maga Sorceress, una potente maga con le ali e altri poteri speciali, e i suoi amici in altri Guerrieri Eroici con dei superpoteri.

### RevelationeRevolution(2021-2024)
Nella serie Masters of the Universe: Revelation (2021) e nel suo seguito Masters of the Universe: Revolution (2024), sequel delle serie Filmation, Teela viene inizialmente onorata da suo padre Duncan del titolo di nuovo Man-At-Arms, ma rinuncia al titolo quando scopre che era stata tenuta all'oscuro della vera identità di He-Man, che scopre essere il suo migliore amico, il principe Adam, ma solo dopo la presunta morte di quest'ultimo. La donna lascia allora ogni suo incarico a palazzo e parte per alcune avventure assieme alla sua amica, Andra. Alla fine della prima stagione, Teela scopre le sue vere origini, ovvero di essere la figlia di Sorceress e sua degna erede come nuova protettrice dei segreti del Castello di Grayskull, ma, a differenza della madre ormai scomparsa, accetta tale incarico solo in parte, rimanendo la custode e protettrice del castello, ma senza dover rinunciare ai suoi affetti come aveva dovuto fare la madre. Nella seconda stagione, Teela tenta di ripristinare Preternia, distrutta da Evil-Lyn, per garantire il passaggio dell'anima dell'appena deceduto re Randor; quando fallisce, lo spirito di Sorceress la avvisa che per poter funzionare è necessario il potere dei tre Dei primordiali di Eternia: Zoar, Ka e Havoc, e quindi dei loro tre bastoni. In seguito, Teela riceve il Bastone di Ka, che le conferisce la pelle verde e un'armatura in stile serpente (come nei primi minicomic e come nei fumetti della DC del 2012). Una volta sottratto a Skeletor lo scettro di Havoc, Teela cerca di fonderlo insieme al Bastone di Ka e al suo bastone di Zoar ma il potere sprigionato da questo atto minaccia di sopraffarla; He-Man interviene fornendo a Teela il potere di Grayskull di cui ha bisogno per completare la fusione. Una volta fatto ciò, ammettono liberamente i loro sentimenti reciproci e si baciano.

## Altre apparizioni

### I dominatori dell'universo(1987)
Nel film I dominatori dell'universo, Teela è tra i personaggi principali mentre affianca suo padre, Duncan/Man-At-Arms, e He-Man in un'avventura sul pianeta Terra per sconfiggere Skeletor e i suoi Guerrieri diabolici. In questa versione, Teela ha i capelli mossi e castani, invece dei suoi classici capelli rossi, e un completo grigio al posto della sua più classica armatura bianca e oro, ed è interpretata dall'attrice statunitense Chelsea Field.